# Agapetus jafiwi
Agapetus jafiwi là một loài Trichoptera trong họ Glossosomatidae. Chúng phân bố ở miền Australasia.